# فرنسيسكو ميغيل روتشا دياز فيرنانديز
فرنسيسكو ميغيل روتشا دياز فيرنانديز (8 أبريل 1994 - ) هو لاعب كرة قدم برتغالي في مركز الوسط. لعب مع ديسبورتيفو تروفينسي.

## وصلات خارجية
- فرنسيسكو ميغيل روتشا دياز فيرنانديز على موقع Soccerway.com (الإنجليزية)